# Atoyac de Alvarez
Atoyac de Alvarez, é uma cidade do estado de Guerrero, no México.